# Малые гимнуры
Малые гимнуры (лат. Hylomys) — род млекопитающих из подсемейства гимнур (Galericinae) семейства ежовых (Erinaceidae).
Их ближайшими родственниками являются ископаемые Lantanotherium и Thaiagymnura, а также ныне живущие Neotetracus и Neohylomys.
Представители этого рода встречаются в Юго-Восточной и Восточной Азии.

## Классификация
По современной классификации в род входит три современных (один с 7 подвидами, которые иногда выделяют в отдельные виды) вид:
- Hylomys megalotis
- Hylomys parvus
- Hylomys suillus — Малая гимнура, или малый крысиный ёж
  - Hylomys suillus suillus
  - Hylomys suillus dorsalis
  - Hylomys suillus maxi
  - Hylomys suillus microtinus
  - Hylomys suillus peguensis
  - Hylomys suillus siamensis
  - Hylomys suillus tionis
- † Hylomys engesseri Mein & Ginsburg, 1997